# Flughafen (Frankfurt nad Menem)
Flughafen, Frankfurt-Flughafen – 15. dzielnica (Stadtteil) miasta Frankfurt nad Menem, w Niemczech, w kraju związkowym Hesja. Należy do okręgu administracyjnego Süd.
W dzielnicy znajduje się port lotniczy Frankfurt.